# 好色五人女 (映画)
『好色五人女』（こうしょくごにんおんな）は、1948年に公開された野淵昶監督の日本映画。
井原西鶴の「好色五人女」の巻二「情けを入れし樽屋物かたり（樽屋おせん）」を題材とする作品。

## スタッフ
以下のスタッフ名はKINENOTEに従った。
- 監督 - 野淵昶
- 脚本 - 野淵昶
- 企画 - 米田治
- 撮影 - 宮川一夫
- 音楽 - 大沢寿人
- 美術 - 菊地修平
- 録音 - 大角正夫
- 照明 - 森下喜一

## キャスト
以下の出演者名と役名はKINENOTEに従った。
- 花柳小菊 - おせん
- 坂東好太郎 - 麹屋長左衛門
- 毛利菊枝 - お喜乃
- 高山廣子 - おさが
- 藤代鮎子 - おはる
- 河村黎吉 - 樽屋伊助
- 金剛麗子 - 小さん
- 羅門光三郎 - 喜七
- 東良之助 - 嘉平